# Jelena Achmilovskaja

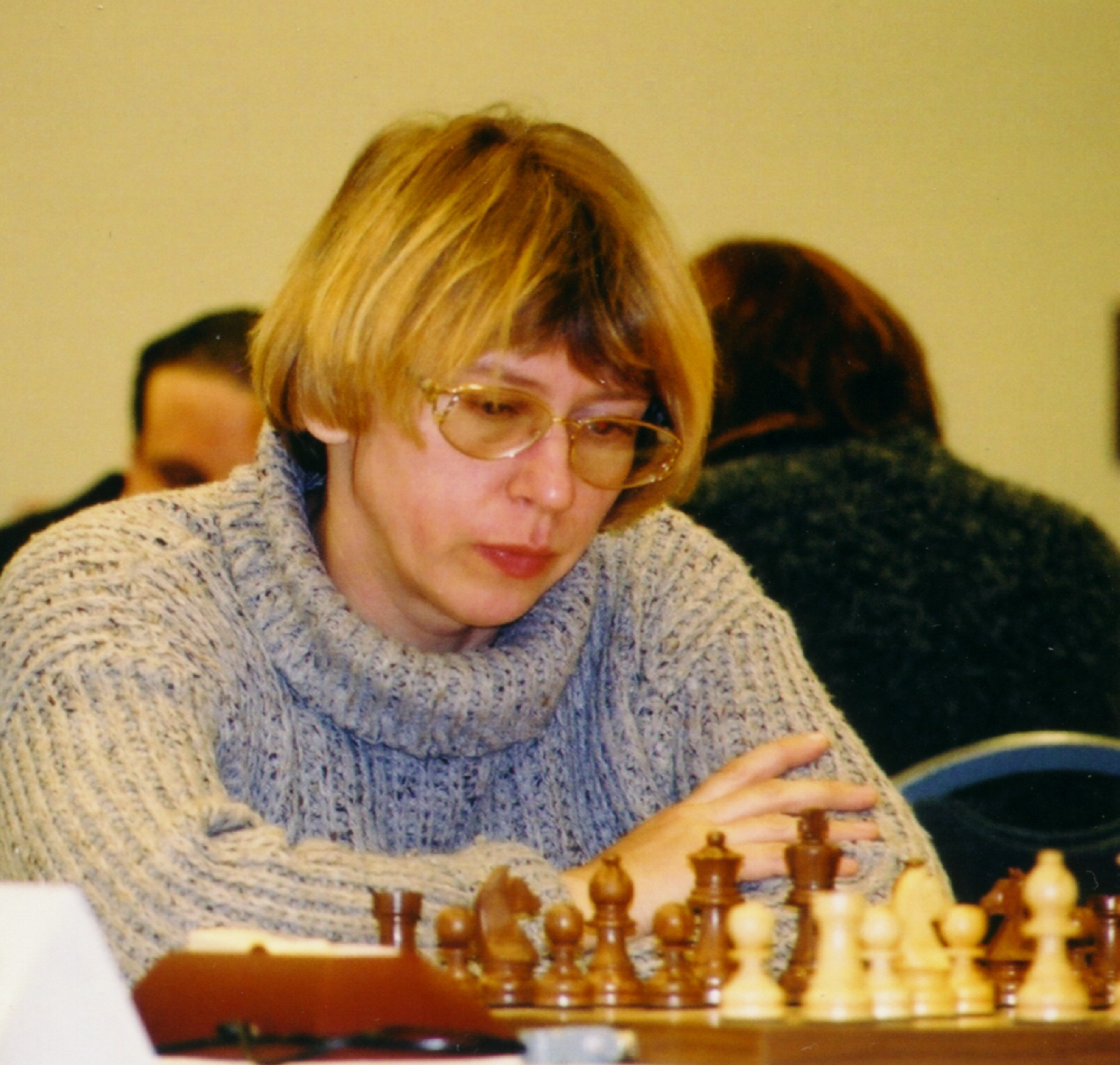
Jelena Achmilovskaja, 2003

Jelena Bronislavovna Achmilovskaja (Russisch: Елена Брониславовна Ахмыловская) (Leningrad, 11 maart 1957 – Seattle, 18 november, 2012) was een Amerikaanse schaakster van Russische afkomst. Ze was grootmeester bij de vrouwen. Haar FIDE-rating in februari 2010 was 2375.
In 1986 won ze het kandidatentoernooi voor het wereldkampioenschap voor vrouwen, maar verloor de match om het kampioenschap tegen Maia Tsjiboerdanidze met 5½-8½.
Bij de Olympiade in Saloniki (1988) trouwde Achmilovskaja met de Amerikaanse internationaal meester John Donaldson en liep over naar de Verenigde Staten. Daar werd ze in 1993 en 1994 kampioen bij de vrouwen. Tot 1988 had ze in de Georgische hoofdstad Tbilisi gewoond.
Na haar scheiding van Donaldson trouwde ze met de internationaal meester Georgi Orlov, met wie ze sinds 1990 in Seattle woonde.
Ze overleed in 2012 aan een hersentumor.